# San Antero (Kolumbien)
San Antero ist eine Gemeinde (municipio) im Departamento Córdoba in Kolumbien.

## Geographie
San Antero liegt im Norden von Córdoba an der Karibik, 80 km von Montería entfernt. An der Karibikküste von San Antero findet sich die Bucht Bahía de Cispatá. Die Gemeinde grenzt im Norden an die Karibik, im Osten an Coveñas im Departamento de Sucre, im Süden an Purísima und Santa Cruz de Lorica und im Westen an San Bernardo del Viento.

## Bevölkerung
Die Gemeinde San Antero hat 33.662 Einwohner, von denen 18.860 im städtischen Teil (cabecera municipal) der Gemeinde leben (Stand: 2019).

## Geschichte
Auf dem Gebiet des heutigen San Antero lebte vor der Ankunft der Spanier das indigene Volk der Zenú. Der Ort wurde zwischen 1534 und 1540 von Diego de Corbella gegründet, der zur Expedition von Pedro de Heredia gehörte.

## Wirtschaft
Der wichtigste Wirtschaftszweig von San Bernardo del Viento ist die Landwirtschaft, insbesondere der Anbau von Mais, Reis, Kokosnüsse und Knollenpflanzen. Außerdem spielen Tierhaltung, Fischerei, Handel und Tourismus eine wichtige Rolle.

## Kultur
Jedes Jahr in der Karwoche wird in San Antero ein Festival des Esels (Festival del Burro) veranstaltet, bei dem Esel verkleidet und Rennen, Umzüge, Konzerte und Tänze organisiert werden.

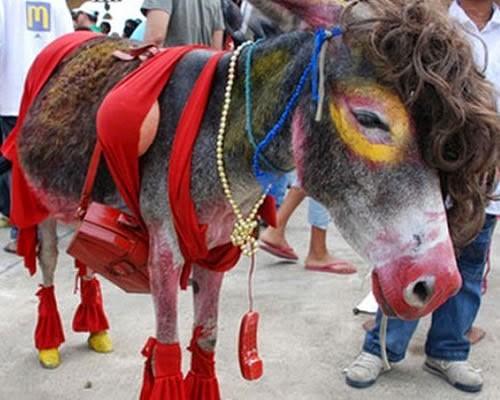
Verkleideter Esel
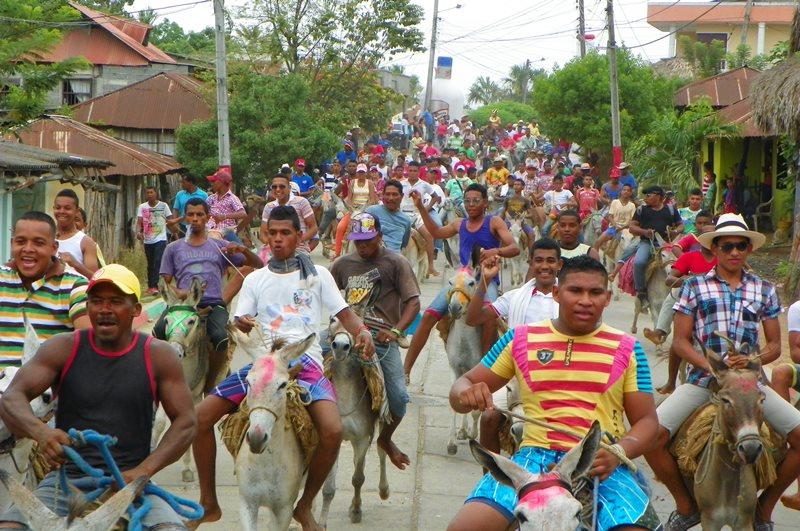
Eselsumzug durch die Straßen von San Antero
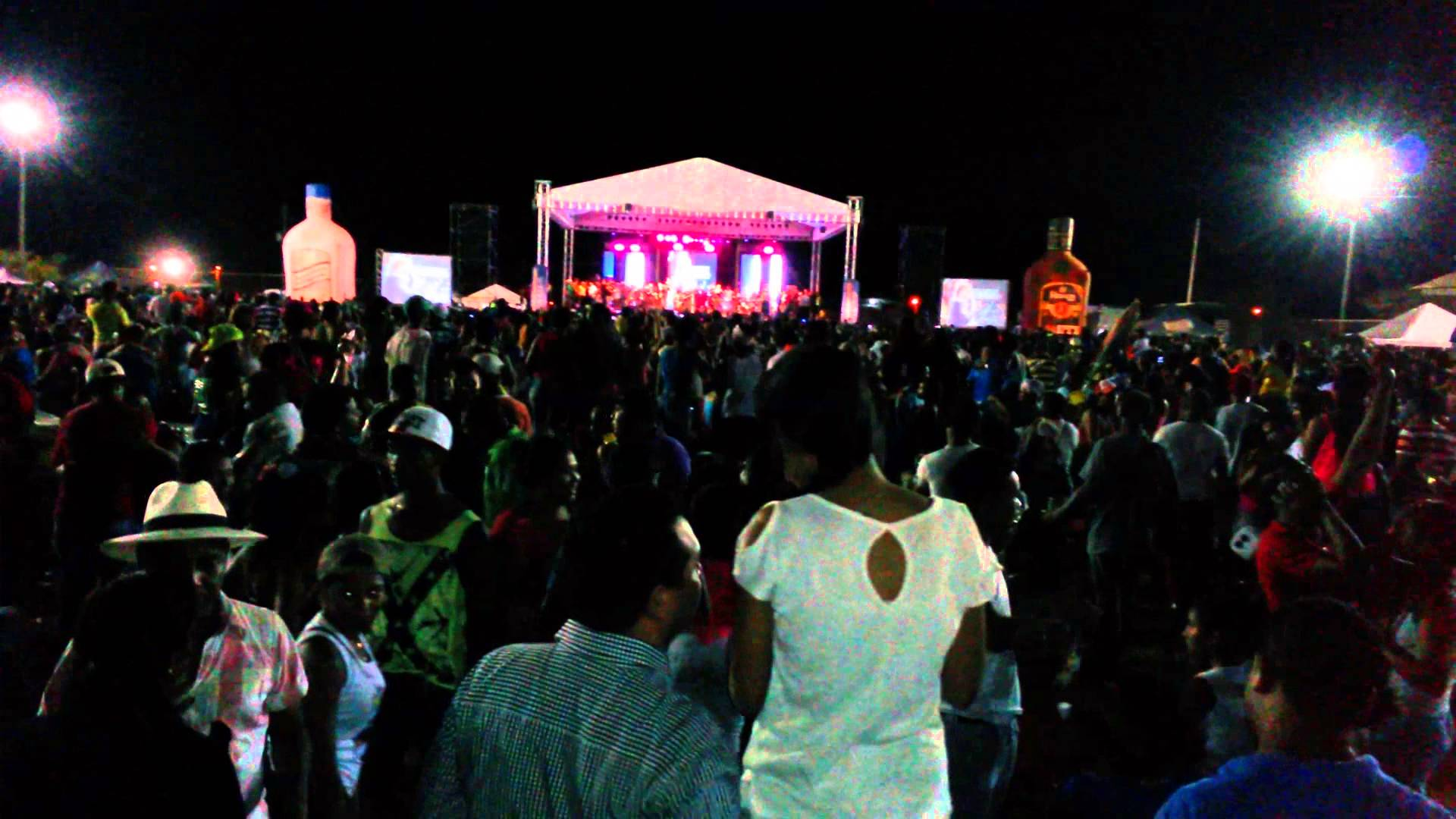
Konzert während des Festivals